# Porto-Vecchio
Porto-Vecchio (em Corso: Porti Vechju) é uma cidade da França localizada na ilha de Córsega, no departamento da Corse-du-Sud. Possui 11.057 habitantes.

## Geografia
Porto-Vecchio é a terceira maior cidade da Córsega após Ajaccio e Bastia.

## Personalidades nascidas - ou radicadas - em Porto-Vecchio
- Nicolas Penneteau, futebolista;
- André Biancarelli, futebolista;
- Jean Reno, ator, radicado na cidade desde 1994;
- Christian Clavier, ator, radicado na cidade desde 2000;
- Yves Loubet, piloto de ralis;
- Christophe Maé, cantor, radicado na cidade desde 2000;
- Claude Papi, futebolista (1949-1983);
- Mylène Farmer, cantora, radicada na cidade desde 2010.